# Sonido de Manila
Sonido de Manila es un género musical que nació en las Filipinas en la década de los años 1970, en la capital del país, Manila. Allí florecieron y alcanzaron su punto máximo a mediados y finales de los 70, aunque disminuyendo después su popularidad a principios de los años 1980. A menudo se consideraba en sus inicios el "lado bueno", dictada por medio de una ley marcial y que estaba influido por todos los demás géneros modernos del país por ser el precursor de la OPM. Entre los estilos musicales que más ha influido en este género, era el rock filipino, rock and roll, kundiman, jazz, música disco y funk. Además muchos artistas y grupos musicales, han incursionado en este género musical como VST & Co., The Boysfriend, Cinderella, APO Hiking Society, Sampaguita, Rey Valera, Florete de León y entre otros. Además quienes eran considerados como unos de los pioneros en promover el Sonido de Manila.